# Slope Point

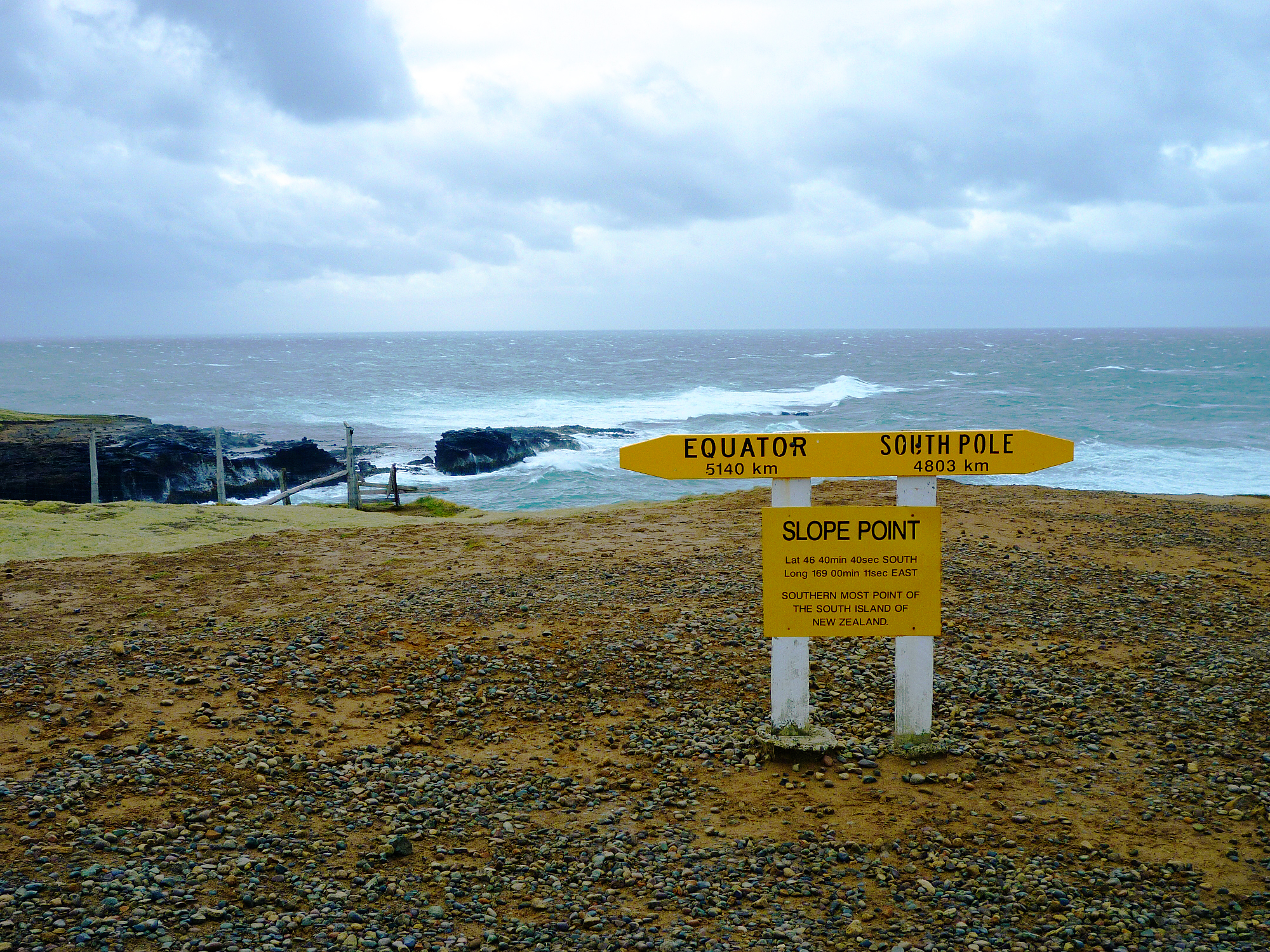
Panneau indicateur à Slope Point, indiquant Equateur: 5140 km - Pôle Sud : 4803 km

Slope Point est le point le plus au sud de l'île du Sud de la Nouvelle-Zélande.
Slope Point se situe à environ 70 km à l'est de Invercargill. Il n'y a pas de route pour s'y rendre, il n'y a que des sentiers balisés. On y trouve un petit phare alimenté à l'énergie solaire.
Les arbres modifient leurs direction de pousse afin d'épouser les mouvements des vents violents qui y soufflent toute l'année. Ce phénomène est appelé anémomorphose.

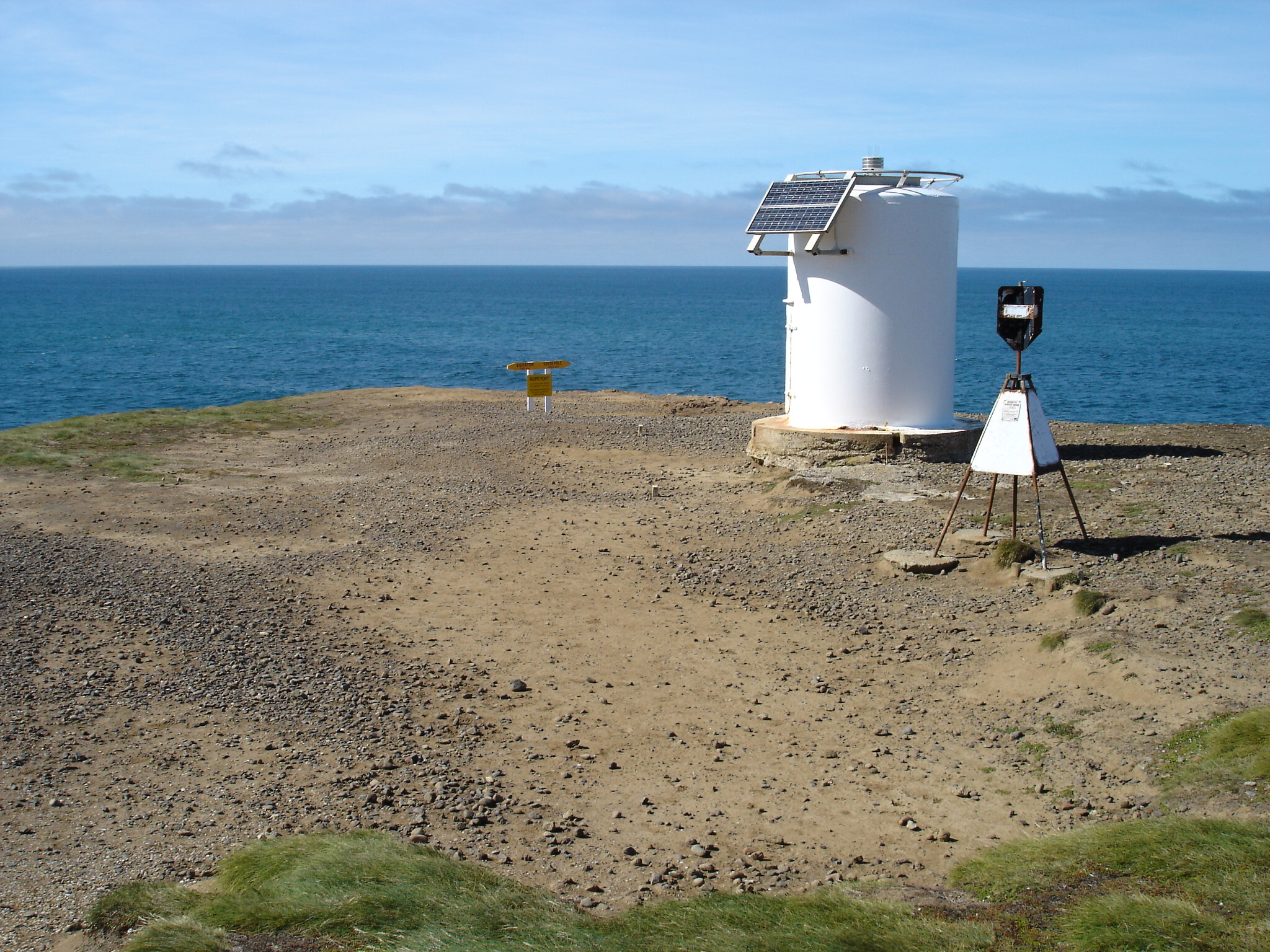
Phare de Slope Point